# Scymnus martini
Scymnus martini är en skalbaggsart som beskrevs av Gordon 1976. Scymnus martini ingår i släktet Scymnus och familjen nyckelpigor. Inga underarter finns listade i Catalogue of Life.